# Lubeanka, Veselînove
Lubeanka (în ucraineană Луб'янка) este localitatea de reședință a comunei Lubeanka din raionul Veselînove, regiunea Mîkolaiiv, Ucraina.

## Demografie
Componența lingvistică a localității Lubeanka
     Ucraineană (80,68%)
     Română (10,8%)
     Rusă (7,1%)
     Alte limbi (1,13%)
Conform recensământului din 2001, majoritatea populației localității Lubeanka era vorbitoare de ucraineană (80,68%), existând în minoritate și vorbitori de română (10,8%) și rusă (7,1%).